# Francisco Bertrand

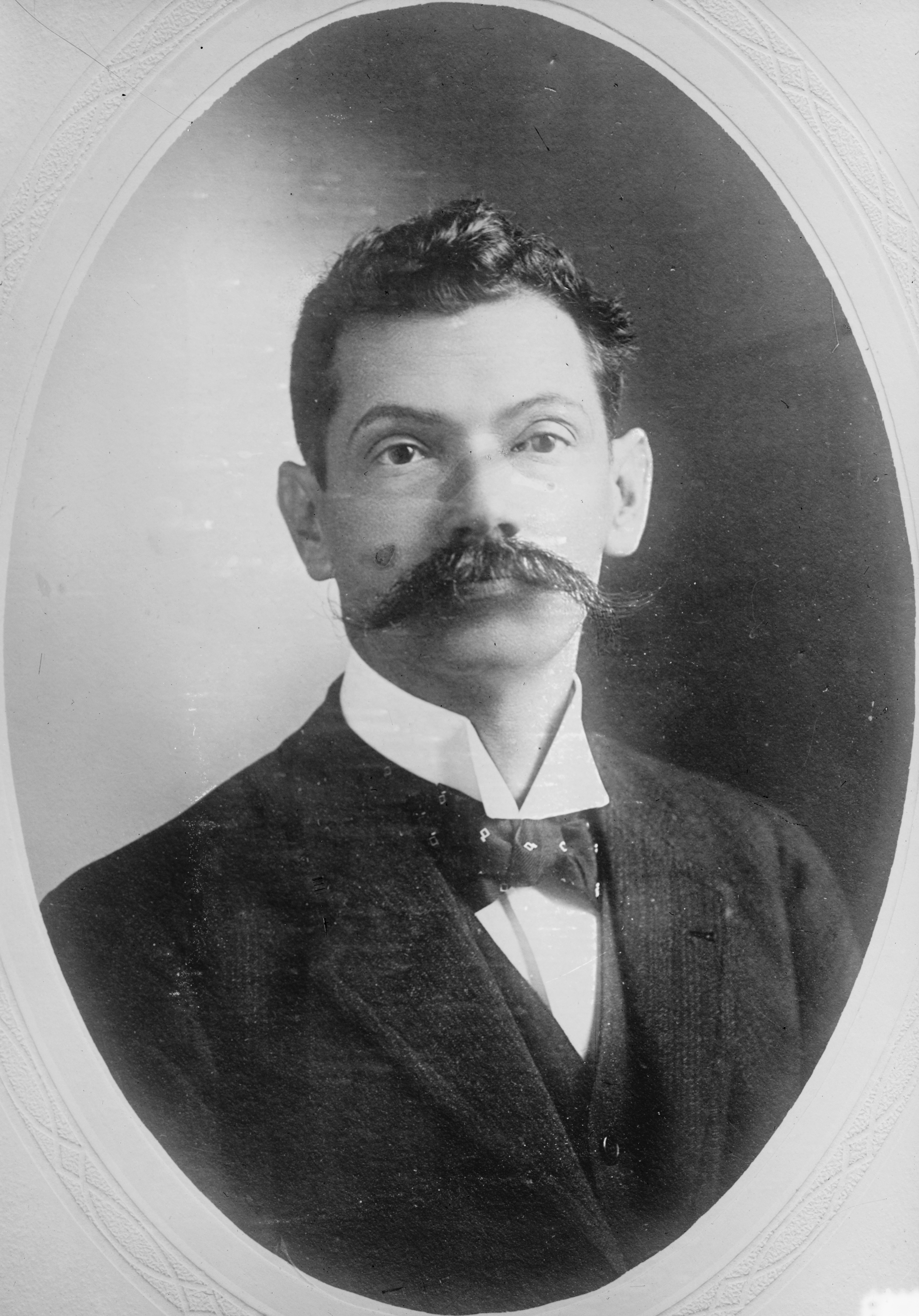
Francisco Bertrand

Francisco Bertrand Barahona (* 9. Oktober 1866 in Juticalpa, Olancho; † 15. Juli 1926 in La Ceiba) war ein honduranischer Politiker und dreimal Präsident von Honduras.

## Leben

### Herkunft und frühe Laufbahn
Seine Eltern waren Josefa Barahona und Pedro Bertrand. Er heiratete Victoria Alvarado Buchard. Er war Mitglied der Partido Nacional de Honduras. Beltrand war Doktor der Humanmedizin und Chirurgie. Er war Abgeordneter für Olancho und wurde 1904 zum stellvertretenden Präsidenten ernannt.
Durch die US-Intervention 1911 in Honduras wurde er Präsident. In der ersten Amtszeit hatte Bertrand den Ruf eines Schlichters. Im Oktober 1911 wurden Präsidentschaftswahlen für die Amtsperiode 1912 bis 1916 durchgeführt. Gewinner war Manuel Bonilla, sein Stellvertreter war Francisco Bográn Barahona. Wenige Tage vor der Amtsübernahme reichte Francisco Bográn Barahona am 22. Januar 1912 seinen Rücktritt ein.
So wurde Francisco Bertrand Barahona Vizepräsident. Am 20. März 1913 erkrankte Manuel Bonilla schwer und übergab die Präsidentschaft an Francisco Bertand Barahona.
Im Oktober 1915 erhielt Francisco Bertrand die höchste Stimmenzahl bei den Präsidentschaftswahlen, sein Stellvertreter war Alberto Membreño Vásquez. Am 1. Februar 1916 trat Francisco Bertrand seine Präsidentschaft an und die Diözese Honduras wurde zum Erzbistum aufgewertet.

### Erster Weltkrieg
Am 19. Januar 1917 forderte mit der Zimmermann-Depesche die deutsche Regierung die Regierung von Venustiano Carranza in Mexiko auf, die USA anzugreifen. Am 6. April 1917 erklärten die USA dem Deutschen Reich den Krieg.
1917 gab es Differenzen über die Höhe der Steuern, welche die United Fruit Company an den honduranischen Staat zu zahlen hatte. Die United Fruit Company nutzte ihr weitgehendes Transportmonopol und stellte den Güterverkehr von und nach Honduras für acht Monate ein.
Nach acht Monaten sicherte die Regierung von Bertrand zu die UFCO in Zukunft nicht mehr mit Steuern und Abgaben zu belegen.
In dieser Amtszeit wurde eine Straße, welche Terencio Sierra begonnen hatte, von Támara nach Comayagua verlängert. Ein großer Teil des Amtssitzes und das Gebäude Central de Telégrafos wurden erstellt. Am 19. Juli 1918 erklärte die Regierung von Francisco Bertrand, der Regierung des Deutschen Reichts den Krieg.

### 1919 Bürgerkrieg
Mit einem Gesetz vom 4. April 1919 wurden Präsidentschaftswahlen ausgerufen. Die Absetzung des Kandidaten der Staatspartei Partido Nacional de Honduras, Nazario Soriano, ein Schwager von Bertrand ließ die Opposition gegen Bertrand wachsen. Bertrand hatte seinen Stellvertreter, Alberto Membreño Vásquez, im Juli 1919, verhaften lassen. Eine Gruppe um General Rafael López Gutierrez machte im Juli und August 1919 Bürgerkrieg in Honduras. Zu den Aufständischen gehörten: Die Generäle Vicente Tosta, Greogrio Ferrera und J. Ernesto Alvarado. Francisco Bertrand verhängte über die großen Städte den Ausnahmezustand. Die US-Regierung forderte die Einhaltung der Bürgerrechte. Bertrand gab sein Präsidentenamt ab 9. September 1919 an sein Kabinett ab und verließ Honduras über Amapala mit dem Dampfer USS San José Richtung USA.

### Regierungskabinett
- Salvador Aguirre, Regierungsminister,
- Jesús Bendaña, Außenminister,
- Leopoldo Córdova, Finanzminister,
- Santiago Meza Cálix, Kriegs- und Marineminister,
- Federico Smith Vanegas, Öffentlichkeitsminister,
- Hector Valenzuela, Minister für Bildung, öffentliche Arbeiten Landwirtschaft.

diese Minister legten für den 16. September 1919 ihren Rücktritt ein.
Daraufhin wurde ein neues Regierungskabinett gebildet:
- Vicente Mejía Colindres, Regierungsminister,
- Jesús M. Alvarado, Außenminister,
- Antonio Bermúdez, Finanzminister,
- Remigio Díaz Zelaya,
- Santiago Meza Cálix
- Vicente Tosta Carrasco.

Dieser Ministerrat rief, den nach seiner Haft nach Guatemala exilierten, Vizepräsidenten Alberto Membreño, zur Amtsübernahme auf. Dieser lehnte dies aus gesundheitlichen Gründen ab.
Es wird davon ausgegangen, dass Druck der Regierung der Vereinigten Staaten von Amerika unter Woodrow Wilson die Ursache für die vorzeitige Weitergabe des Präsidentenamtes von Francisco Bertrand war. Am 14. September 1919 eroberten Aufständische aus El Salvador gegen General Teófilo Cárcamo, La Esperanza die Hauptstadt des Departamentos Intibucá. US-Botschafter Thomas Sambola Jones (1859–1933) wies die Aufständischen an, sich unter dem Kommando von General Rafael López Gutiérrez in Tegucigalpa zu einen.
Im Juni 1926 kam Francisco Bertrand nach Honduras zurück und ließ sich in La Ceiba nieder.